# 土瓜湾駅
土瓜湾駅（トゥグアワンジャン、クワワンへイえき）、香港九龍九龍城区土瓜湾馬頭囲道にある香港鉄路 (港鉄 MTR)の駅である。

## 歴史
- 2021年6月27日 - 開業。

## 駅構造

### 駅階層
| G 地面        | -                              | 出口                     |
| L1 コンコース | コンコース                     | サービスセンター、駅商店 |
| L2 ホーム     | ➊番線                          | ←■屯馬線 屯門方面        |
|               | 単式ホーム、左側のドアが開く。 |                          |
| L4 ホーム     | ➋番線                          | ■屯馬線 烏渓沙方面→      |
|               | 単式ホーム、右側のドアが開く。 |                          |

### 出口
- A 欣榮花園（中国語版）、中华煤气公司（中国語版、広東語版）
- B 樂民新村（中国語版、広東語版）
- C 江西街（広東語版）
- D 浙江街（広東語版）

## 隣の駅
香港鉄路
■屯馬線
何文田駅 - 土瓜湾駅 - 宋皇台駅